# Giọng hát Việt nhí (mùa 1)
Giọng hát Việt nhí (mùa 1) là cuộc thi ca hát tương tác truyền hình thực tế, bắt đầu từ ngày 1 tháng 6 năm 2013 trên sóng VTV3, Đài Truyền hình Việt Nam. Chương trình được mua bản quyền và sản xuất theo khuôn mẫu chương trình truyền hình Hà Lan The Voice Kids of Holland theo giấy phép độc quyền của Talpa dành cho các bạn nhỏ trong độ tuổi từ 9 đến 15. Chương trình là sản phẩm phối hợp giữa Đài truyền hình Việt Nam và Công ty Trách nhiệm hữu hạn Đầu tư và Quảng cáo Cát Tiên Sa.
Vào ngày 1 tháng 6 năm 2013, bốn giám khảo cho mùa đầu tiên đã được chọn, gồm 3 đội (có 2 giám khảo 1 đội). Đó là Hồ Hoài Anh, Lưu Hương Giang, Thanh Bùi và Hiền Thục. Hồ Hoài Anh và Lưu Hương Giang là hai huấn luyện viên ở cùng một đội. Họ sẽ dẫn dắt một nhóm gồm 15 người.
Thí sinh Quang Anh giành giải quán quân của mùa thi, nhận được giải thưởng 500 triệu đồng Việt Nam và một hợp đồng thu âm với hãng ghi âm Universal Republic cùng nhiều giải thưởng phụ khác.

## Vòng Blind Audition (Giấu mặt)
Trong vòng giấu mặt, các huấn luyện viên sẽ tiến hành "tuyển quân" để tìm cho mình một đội 15 người. Các huấn luyện viên sẽ ngồi quay lưng lại với thí sinh và không được biết bất cứ thông tin gì của thí sinh trừ giọng hát. Khi họ thấy muốn "tuyển" thí sinh đó vào đội thì phải nhấn nút "TÔI CHỌN BẠN" trong khi phần thi của thí sinh chưa kết thúc. Nếu chỉ một huấn luyện viên quay lại, thí sinh sẽ về đội người đó. Nếu có nhiều huấn luyện viên quay lại, thí sinh được phép chọn lựa huấn luyện viên mình thích và huấn luyện viên cũng được phép dùng mọi cách để "chiêu mộ nhân tài" cho đội của mình. Huấn luyện viên đã đầy chỗ sẽ dừng tuyển trong khi các huấn luyện viên khác tiếp tục. Vòng giấu mặt kết thúc ngay khi tất cả các huấn luyện viên dừng tuyển vì đủ chỗ.
Vòng giấu mặt được phát sóng từ 01/06/2013 đến ngày 29/06/2013.
Chú thích

### Tập 1 (01/06/2013)
| Thứ tự | Thí sinh (Tuổi, Quê quán)                          | Bài hát dự thi (Sáng tác)                                          | Lựa chọn của huấn luyện viên và thí sinh | Lựa chọn của huấn luyện viên và thí sinh | Lựa chọn của huấn luyện viên và thí sinh | Lựa chọn của huấn luyện viên và thí sinh |
| Thứ tự | Thí sinh (Tuổi, Quê quán)                          | Bài hát dự thi (Sáng tác)                                          | Thanh Bùi                                | Hồ Hoài Anh & Lưu Hương Giang            | Hiền Thục                                |                                          |
| ------ | -------------------------------------------------- | ------------------------------------------------------------------ | ---------------------------------------- | ---------------------------------------- | ---------------------------------------- | ---------------------------------------- |
| 1      | Đỗ Trí Dũng (10, Yên Bái)                          | Rock Con Diều (Võ Thiện Thanh)                                     | —                                        |                                          |                                          |                                          |
| 2      | Trần Chi Mai (13, Hà Nội)                          | Stronger (J. Elofsson, A. Tamposi, D. Gamson, G, Kurstin)          |                                          |                                          |                                          |                                          |
| 3      | Đinh Nho Khoa (14, Thành phố Hồ Chí Minh)          | Knocking on Heaven's Door (Bob Dylan)                              | —                                        | —                                        | —                                        |                                          |
| 4      | Đinh Nguyễn Song Khanh (14, Thành phố Hồ Chí Minh) | That Should Be Me (Justin Bieber, N. Atweh, A. Messinger, L. Boyd) | —                                        | —                                        | —                                        |                                          |
| 5      | Trần Thục Quyên (14, Thành phố Hồ Chí MInh)        | A Moment Like This (Jörgen Elofsson, John Reid)                    | —                                        | —                                        | —                                        |                                          |
| 6      | Nguyễn Cao Khánh (12, Thành phố Hồ Chí Minh)       | Bà Tôi (Phương Uyên)                                               | —                                        | —                                        |                                          |                                          |
| 7      | Lương Thùy Mai (12, Hà Nội)                        | Price Tag (Jessie J, L. Gottwald, C. Kelly, B. R. Simmons, Jr.)    |                                          |                                          |                                          |                                          |
| 8      | Vũ Song Vũ (14, Hải Phòng)                         | Biển Nhớ (Trịnh Công Sơn)                                          |                                          | —                                        |                                          |                                          |
| 9      | Bùi Thị Kiều Vy (9, Thành phố Hồ Chí Minh)         | Tomorrow (Charles Strouse, Martin Charnin)                         |                                          |                                          |                                          |                                          |
| 10     | Phạm Thành Tuân (15, Đà Nẵng)                      | Cannonball (Damien Rice)                                           |                                          |                                          | —                                        |                                          |
| 11     | Nguyễn Lê Nguyên (13, Thành phố Hồ Chí Minh)       | Và Ta Đã Thấy Mặt Trời (Nguyễn Cường)                              | —                                        | —                                        |                                          |                                          |
| 12     | Bùi Huyền Thảo My (12, Thành phố Hồ Chí Minh)      | Set Fire to the Rain (Adele, Fraser T. Smith)                      |                                          |                                          |                                          |                                          |

### Tập 2 (08/06/2013)
| Thứ tự | Thí sinh (Tuổi, Quê quán)                 | Bài hát dự thi (Sáng tác)                       | Lựa chọn của huấn luyện viên và thí sinh | Lựa chọn của huấn luyện viên và thí sinh | Lựa chọn của huấn luyện viên và thí sinh | Lựa chọn của huấn luyện viên và thí sinh |
| Thứ tự | Thí sinh (Tuổi, Quê quán)                 | Bài hát dự thi (Sáng tác)                       | Thanh Bùi                                | Hồ Hoài Anh & Lưu Hương Giang            | Hiền Thục                                |                                          |
| ------ | ----------------------------------------- | ----------------------------------------------- | ---------------------------------------- | ---------------------------------------- | ---------------------------------------- | ---------------------------------------- |
| 1      | Cao Đức Anh (14, Nghệ An)                 | Quê Hương Tuổi Thơ Tôi (Từ Huy)                 | —                                        | —                                        |                                          |                                          |
| 2      | Lê Trung Thành (15, Hà Nội)               | Gửi Mẹ (Nhạc: Hàn Quốc Lời Việt: Vũ Thanh Hằng) |                                          | —                                        |                                          |                                          |
| 3      | Nguyễn Phương Duyên (10, Bình Định)       | Bà Tôi (Nguyễn Vĩnh Tiến)                       | —                                        | —                                        |                                          |                                          |
| 4      | Chiara Falcone (12, Đà Nẵng)              | L'Italiano (Toto Cutugno)                       |                                          |                                          | —                                        |                                          |
| 5      | Nguyễn Cao Tú Uyên (13, Đà Nẵng)          | One And Only (Adele, Dan Wilson, Greg Wells)    |                                          |                                          | —                                        |                                          |
| 6      | Nguyễn Tuấn Dũng (14, Hà Nội)             | Dòng Thời Gian (Nguyễn Hải Phong)               | —                                        | —                                        | —                                        |                                          |
| 7      | Mai Xuân Bách (14, Bình Thuận)            | Stay (Mikky Ekko, Justin Parker)                |                                          |                                          | —                                        |                                          |
| 8      | Nguyễn Khánh Hà (15, Hà Nội)              | Someone Like You (Adele, Dan Wilson)            |                                          |                                          |                                          |                                          |
| 9      | Huỳnh Hữu Đại (13, Thành phố Hồ Chí Minh) | Try (Busbee, Ben West)                          |                                          |                                          |                                          |                                          |
| 10     | Phương Mỹ Chi (10, Thành phố Hồ Chí Minh) | Quê Em Mùa Nước Lũ (Tiến Luân)                  |                                          |                                          |                                          |                                          |

### Tập 3 (15/06/2013)
| Thứ tự | Thí sinh (Tuổi, Quê quán)                          | Bài hát dự thi (Sáng tác)                                | Lựa chọn của huấn luyện viên và thí sinh | Lựa chọn của huấn luyện viên và thí sinh | Lựa chọn của huấn luyện viên và thí sinh | Lựa chọn của huấn luyện viên và thí sinh |
| Thứ tự | Thí sinh (Tuổi, Quê quán)                          | Bài hát dự thi (Sáng tác)                                | Thanh Bùi                                | Hồ Hoài Anh & Lưu Hương Giang            | Hiền Thục                                |                                          |
| ------ | -------------------------------------------------- | -------------------------------------------------------- | ---------------------------------------- | ---------------------------------------- | ---------------------------------------- | ---------------------------------------- |
| 1      | Hồ Văn Phong (14, Thanh Hóa)                       | Cánh Diều (Ngọc Đại)                                     |                                          |                                          | —                                        |                                          |
| 2      | Nguyễn Miccah (14, Hà Nội)                         | Monster (Hayley Williams, Taylor York)                   | —                                        |                                          | —                                        |                                          |
| 3      | Hà Phạm Anh Thư (14, Bình Dương)                   | Giọt Sương Và Chiếc Lá (Hồ Hoài Anh)                     | —                                        | —                                        | —                                        |                                          |
| 4      | Đỗ Thị Hồng Khanh (9, Hà Nội)                      | Mamma (Cesare Andrea Bixio, Bruno Cherubini)             |                                          |                                          |                                          |                                          |
| 5      | Đoàn Nguyễn Bảo Trọng (15, Thành phố Hồ Chí Minh)  | Mưa Hồng (Trịnh Công Sơn)                                |                                          | —                                        |                                          |                                          |
| 6      | Nguyễn Ngọc Phương Nhi (10, Thành phố Hồ Chí Minh) | Lời Mẹ Hát (Anh Quân)                                    |                                          | —                                        |                                          |                                          |
| 7      | Trịnh Đức Nam (14, Hà Nội)                         | Diamonds (Sia, B. Levin, M. S. Eriksen, T. E. Hermansen) |                                          | —                                        | —                                        |                                          |
| 8      | Nguyễn Trần Hoàng Anh (11, Đắk Lắk)                | Lý Kéo Chài (Dân ca Nam Bộ)                              |                                          | —                                        |                                          |                                          |
| 9      | Phạm Nguyễn Linh Lan (12, Thành phố Hồ Chí Minh)   | The Climb (Jessi Alexander, Jon Mabe)                    |                                          | —                                        |                                          |                                          |
| 10     | Võ Thị Thu Hà (11, Nghệ An)                        | I Will Always Love You (Dolly Parton)                    |                                          |                                          |                                          |                                          |

### Tập 4 (22/06/2013)
| Thứ tự | Thí sinh (Tuổi, Quê quán)                       | Bài hát dự thi (Sáng tác)                                                        | Lựa chọn của huấn luyện viên và thí sinh | Lựa chọn của huấn luyện viên và thí sinh | Lựa chọn của huấn luyện viên và thí sinh | Lựa chọn của huấn luyện viên và thí sinh |
| Thứ tự | Thí sinh (Tuổi, Quê quán)                       | Bài hát dự thi (Sáng tác)                                                        | Thanh Bùi                                | Hồ Hoài Anh & Lưu Hương Giang            | Hiền Thục                                |                                          |
| ------ | ----------------------------------------------- | -------------------------------------------------------------------------------- | ---------------------------------------- | ---------------------------------------- | ---------------------------------------- | ---------------------------------------- |
| 1      | Nguyễn Chiến Thắng (11, Hà Nội)                 | Trống Cơm (Dân ca Bắc Bộ)                                                        |                                          | —                                        |                                          |                                          |
| 2      | Bùi Chang Tuyết Lan (11, Thành phố Hồ Chí Minh) | If We Hold On Together (Diana Ross, James Horner, Will Jennings)                 | —                                        | —                                        |                                          |                                          |
| 3      | Bạch Phúc Nguyên (9, Huế)                       | What Makes You Beautiful (Rami Yacoub, Carl Falk, Savan Kotecha)                 |                                          |                                          |                                          |                                          |
| 4      | Phạm Đức Thắng (13, Thành phố Hồ Chí Minh)      | Yoü And I (Lady Gaga)                                                            | —                                        | —                                        | —                                        |                                          |
| 5      | Nguyễn Tùng Hiếu (15, Thành phố Hồ Chí Minh)    | Thu Cạn (Giáng Son)                                                              | —                                        |                                          | —                                        |                                          |
| 6      | Nguyễn Thị Yến Nhi (13, Đồng Nai)               | Tôi Thích (Phương Uyên)                                                          |                                          |                                          |                                          |                                          |
| 7      | Phạm Ngọc Quỳnh Như (14, Thành phố Hồ Chí Minh) | Mama Do (Mads Hauge, Phil Thornalley)                                            |                                          | —                                        | —                                        |                                          |
| 8      | Cao Ngọc Thùy Anh (15, Thành phố Hồ Chí Minh)   | As Long As You Love Me (R. Jerkins, A. Lindal, N. Atweh, S. Anderson, J. Bieber) |                                          |                                          |                                          |                                          |
| 9      | Tôn Chí Long (13, Cần Thơ)                      | Bay (Nguyễn Hải Phong)                                                           |                                          |                                          |                                          |                                          |
| 10     | Nguyễn Quang Anh (12, Thanh Hóa)                | Đám Cưới Chuột (Gạt Tàn Đầy)                                                     |                                          |                                          |                                          |                                          |

### Tập 5 (29/06/2013)
| Thứ tự | Thí sinh (Tuổi, Quê quán)                      | Bài hát dự thi (Sáng tác)                                    | Lựa chọn của huấn luyện viên và thí sinh | Lựa chọn của huấn luyện viên và thí sinh | Lựa chọn của huấn luyện viên và thí sinh | Lựa chọn của huấn luyện viên và thí sinh |
| Thứ tự | Thí sinh (Tuổi, Quê quán)                      | Bài hát dự thi (Sáng tác)                                    | Thanh Bùi                                | Hồ Hoài Anh & Lưu Hương Giang            | Hiền Thục                                |                                          |
| ------ | ---------------------------------------------- | ------------------------------------------------------------ | ---------------------------------------- | ---------------------------------------- | ---------------------------------------- | ---------------------------------------- |
| 1      | Bùi Quang Nhật (10, Huế)                       | Con Cò (Lưu Hà An)                                           | —                                        | —                                        |                                          |                                          |
| 2      | Nguyễn Thảo Linh (13, Hà Nội)                  | Mirrors (J. Timberlake, T. Mosley, J. Harmon, J. Fauntleroy) |                                          | —                                        | —                                        |                                          |
| 3      | Nguyễn Mai Thùy Anh (10, Hà Nội)               | You Raise Me Up (Rolf Løvland, Brendan Graham)               | —                                        | —                                        | —                                        |                                          |
| 4      | Lê Dương Quỳnh Anh (12, Thành phố Hồ Chí Minh) | Wannabe (Spice Girls, Matt Rowe, Richard Stannard)           |                                          |                                          |                                          |                                          |
| 5      | Lê Đoàn Phương Anh (15, Thành phố Hồ Chí Minh) | Phố Cổ (Nguyễn Duy Hùng)                                     |                                          | —                                        |                                          |                                          |
| 6      | Trần Ngọc Duy (12, Hải Dương)                  | Gặp Mẹ Trong Mơ (Nhạc Trung Quốc Lời Việt: Lê Tự Minh)       |                                          |                                          |                                          |                                          |
| 7      | Đỗ Hoàng Dương (14, Hà Nội)                    | Taxi (Nguyễn Hải Phong)                                      |                                          |                                          |                                          |                                          |
| 8      | Trần Ông Minh Triết (14, Quảng Nam)            | I See The Light (Alan Menken, Glenn Slater)                  |                                          | —                                        |                                          |                                          |
| 9      | Nguyễn Hải Khang (10, Thành phố Hồ Chí Minh)   | Tìm Lại (Microwave)                                          |                                          | —                                        | —                                        |                                          |
| 10     | Bùi Duy Lan Hương (15, Thành phố Hồ Chí Minh)  | If I Ain't Got You (Alicia Keys)                             |                                          | —                                        | —                                        |                                          |

## Vòng Battle (Đối đầu)
15 thí sinh trong mỗi đội sẽ được chia ra thành 5 trận đấu đối đầu, mỗi trận đối đầu có 3 đối thủ. Mỗi nhóm sẽ trình bày một ca khúc được tập luyện từ trước trên sân khấu dưới sự huấn luyện của huấn luyện viên chủ quản và cố vấn của huấn luyện viên đó. Sau khi lên sân khấu thể hiện xong bài hát đối đầu đã được tập luyện cùng huấn luyện viên và cố vấn, huấn luyện viên chủ quản sẽ xứng danh 1 thí sinh xuất sắc nhất trong 3 đối thủ của mỗi nhóm là người chiến thắng và có quyền đi tiếp vào vòng trong. Như vậy, sau khi vòng Đối đầu kết thúc, mỗi đội sẽ còn lại 5 thí sinh. 
Chú thích
     – Thắng đối đầu trực tiếp do được HLV chọn
     – Thua đối đầu trực tiếp do không được HLV chọn
Danh sách cố vấn âm nhạc của các đội trong vòng đối đầu
| Thứ tự | Đội HLV                      | Cố vấn           |
| ------ | ---------------------------- | ---------------- |
| 1      | Hiền Thục                    | Nguyễn Hải Phong |
| 2      | Hồ Hoài Anh, Lưu Hương Giang | Hương Tràm       |
| 3      | Thanh Bùi                    | Huy Tuấn         |

### Đội Thanh Bùi
| Thứ tự | Tập            | Bài hát đối đầu (Sáng tác)                                      | Thí sinh 1        | Thí sinh 2         | Thí sinh 3            |
| ------ | -------------- | --------------------------------------------------------------- | ----------------- | ------------------ | --------------------- |
| 1      | 1 (06/07/2013) | Tạm Biệt Chim Én (Trần Tiến)                                    | Nguyễn Thảo Linh  | Vũ Song Vũ         | Nguyễn Trần Hoàng Anh |
| 2      | 1 (06/07/2013) | Beneath Your Beautiful (Labrinth, Mike Posner, Sandé)           | Bùi Duy Lan Hương | Nguyễn Thành Tuân  | Phạm Ngọc Quỳnh Như   |
| 3      | 2 (13/07/2013) | Born This Way (Lady Gaga, J. Laursen, F. Garibay, DJ W. Shadow) | Huỳnh Hữu Đại     | Trịnh Đức Nam      | Mai Xuân Bách         |
| 4      | 2 (13/07/2013) | Sóng Tình (Tuấn Khanh)                                          | Nguyễn Hải Khang  | Nguyễn Chiến Thắng | Trần Ngọc Duy         |
| 5      | 3 (20/07/2013) | A Thousand Years (Christina Perri, David Hodges)                | Lương Thùy Mai    | Bùi Thị Kiều Vy    | Lê Dương Quỳnh Anh    |

### Đội Hồ Hoài Anh & Lưu Hương Giang
| Thứ tự | Tập            | Bài hát đối đầu (Sáng tác) | Thí sinh 1         | Thí sinh 2       | Thí sinh 3         |
| ------ | -------------- | --- | ------------------ | ---------------- | ------------------ |
| 1      | 1 (06/07/2013) | Thành Thị (Nguyễn Duy Hùng) | Đỗ Thị Hồng Khanh  | Võ Thị Thu Hà    | Nguyễn Thị Yến Nhi |
| 2      | 1 (06/07/2013) | Come Together (Lennon-McCartney) | Đỗ Trí Dũng        | Bạch Phúc Nguyên | Nguyễn Quang Anh   |
| 3      | 2 (13/07/2013) | ...Baby One More Time (Max Martin) Oops!... I Did It Again (Martin, Rami Yacoub) Crazy (J. Elofsson P. Magnusson D. Kreuger, Martin) Till the World Ends (Dr. Luke, A. Kronlund, Martin, Kesha) | Tôn Chí Long       | Chiara Falcone   | Trần Chi Mai       |
| 4      | 3 (20/07/2013) | Radio (Hồ Hoài Anh) | Đỗ Hoàng Dương     | Nguyễn Tùng Hiếu | Hồ Văn Phong       |
| 5      | 3 (20/07/2013) | Give Your Heart a Break (Josh Alexander, Billy Steinberg) | Nguyễn Cao Tú Uyên | Nguyễn Miccah    | Nguyễn Khánh Hà    |

### Đội Hiền Thục
| Thứ tự | Tập            | Bài hát đối đầu (Sáng tác)                                                                                | Thí sinh 1            | Thí sinh 2          | Thí sinh 3             |
| ------ | -------------- | --- | --------------------- | ------------------- | ---------------------- |
| 1      | 1 (06/07/2013) | One Day (Nick Jonas, D. Muckala, J. Ingram)                                                               | Phạm Nguyễn Linh Lan  | Bùi Chang Tuyết Lan | Nguyễn Ngọc Phương Nhi |
| 2      | 2 (13/07/2013) | Gánh Hàng Rau (Hồ Hoài Anh)                                                                               | Nguyễn Cao Khánh      | Trần Ông Minh Triết | Cao Đức Anh            |
| 3      | 2 (13/07/2013) | Every Breath You Take (Sting)                                                                             | Lê Trung Thành        | Cao Ngọc Thùy Anh   | Lê Đoàn Phương Anh     |
| 4      | 3 (20/07/2013) | Trôi Trong Gương (Giáng Son)                                                                              | Đoàn Nguyễn Bảo Trọng | Bùi Huyền Thảo My   | Nguyễn Lê Nguyên       |
| 5      | 3 (20/07/2013) | Chuồn Chuồn Ớt (Lê Minh Sơn) Về Ăn Cơm (Sa Huỳnh) Bài Ca Đất Phương Nam (Nhạc: Lư Nhất Vũ, Thơ: Lê Giang) | Phương Mỹ Chi         | Bùi Quang Nhật      | Nguyễn Phương Duyên    |

## Vòng Liveshow (Biểu diễn trực tiếp)

### Liveshow 1 (27/07/2013) + Liveshow 2 (03/08/2013)
Ở hai liveshow này, mỗi thí sinh thể hiện một bài hát đơn ca trên sân khấu với 9 thí sinh ở liveshow 1 và 6 thí sinh của liveshow 2. Cổng bình chọn được mở cho cả 15 thí sinh sau khi liveshow 1 kết thúc. Khán giả có 2 tuần để bình chọn. Kết quả được công bố tại liveshow 3. 1 thí sinh được khán giả bình chọn nhiều nhất và 1 thí sinh do huấn luyện viên chọn sẽ đi tiếp vào liveshow 4. 3 thí sinh còn lại của mỗi đội sẽ phải biểu diễn một lần nữa trên sân khấu (hát sing off) và chỉ một thí sinh được lọt vào vòng tiếp theo.
| Mã số thí sinh                     | Thí sinh             | Bài hát dự thi (Sáng tác)                                              | Tỉ lệ bình chọn (%) | Kết quả                |
| ---------------------------------- | -------------------- | ---------------------------------------------------------------------- | ------------------- | ---------------------- |
| Đội Hiền Thục                      |                      |                                                                        |                     |                        |
| 01                                 | Nguyễn Lê Nguyên     | Ben (Don Black)                                                        | 8,12 %              | Sing off               |
| 02                                 | Cao Ngọc Thùy Anh    | Mẹ Là Tình Yêu Ngọt Ngào (Cao Ngọc Thùy Anh)                           | 12,57%              | Sing off               |
| 03                                 | Phương Mỹ Chi        | Lòng Mẹ (Y Vân)                                                        | 54,3%               | Bình chọn cao nhất đội |
| 04                                 | Phạm Nguyễn Linh Lan | Tình Bạn (Phương Uyên)                                                 | 8,31%               | Sing off               |
| 05                                 | Nguyễn Cao Khánh     | Vết Chân Tròn Trên Cát (Trần Tiến)                                     | 16,71%              | HLV lựa chọn           |
| Đội Hồ Hoài Anh và Lưu Hương Giang |                      |                                                                        |                     |                        |
| 06                                 | Tôn Chí Long         | Papa (Dương Khắc Linh, Thanh Bùi)                                      | 17,36%              | Sing off               |
| 07                                 | Nguyễn Quang Anh     | Chiếc Khăn Piêu (Doãn Nho)                                             | 49,83%              | Bình chọn cao nhất đội |
| 08                                 | Hồ Văn Phong         | Đừng Đánh Mất Chính Mình (Nguyễn Đình Vũ)                              | 7,99%               | Sing off               |
| 09                                 | Nguyễn Khánh Hà      | If I Were A Boy (BC Jean, Toby Gad)                                    | 2,89%               | Sing off               |
| 10                                 | Võ Thị Thu Hà        | Cây Vĩ Cầm (Lê Yến Hoa)                                                | 21,93%              | HLV lựa chọn           |
| Đội Thanh Bùi                      |                      |                                                                        |                     |                        |
| 11                                 | Bùi Duy Lan Hương    | Out Here On My Own (Lesley Gore, Michael Gore)                         | 3,87%               | Sing off               |
| 12                                 | Trần Ngọc Duy        | Giấc Mơ Trưa (Giáng Son)                                               | 32,8%               | Bình chọn cao nhất đội |
| 13                                 | Vũ Song Vũ           | Chạm Tay Lên Đóa Hoa Ngời (Nhạc nước ngoài Lời Việt: Thanh Bùi)        | 15,21%              | Sing off               |
| 14                                 | Huỳnh Hữu Đại        | Forget You (CeeLo Green, B. Mars, P. Lawrence, A. Levine, Brody Brown) | 21,43%              | HLV lựa chọn           |
| 15                                 | Lương Thùy Mai       | Hey, Soul Sister (P. Monahan, E. Lind, A. Bjørklund)                   | 26,69%              | Sing off               |

### Tập phát sóng đặc biệt (10/08/2013)
Sau đêm liveshow 2, chương trình đã phát sóng một tập đặc biệt. Đây không phải là một đêm thi mà là tập để khán giả có thể thấy được cuộc sống đời thường cũng như những tâm tư tình cảm, suy nghĩ và cảm xúc của các thí sinh lọt vào vòng hát trực tiếp.

### Liveshow 3 (17/08/2013)
Sau khi công bố kết quả người được khán giả bình chọn nhiều nhất và người được huấn luyện viên chọn đi tiếp vào Liveshow 4 của mỗi đội ở đầu chương trình, 3 thí sinh còn lại của 3 đội (9 thí sinh tổng cộng) sẽ hát Sing-off để giành 1 chiếc vé cuối cùng của mỗi huấn luyện viên để bước tiếp vào Liveshow 4.
| Mã số thí sinh                     | Thí sinh             | Bài hát sing-off (Sáng tác)                                                   | Kết quả |
| ---------------------------------- | -------------------- | ----------------------------------------------------------------------------- | ------- |
| Đội Hồ Hoài Anh và Lưu Hương Giang |                      |                                                                               |         |
| 08                                 | Hồ Văn Phong         | Đôi Chân Trần (Y Phôn Ksor)                                                   | Thắng   |
| 09                                 | Nguyễn Khánh Hà      | Em Đi Giữa Biển Vàng (Nhạc: Bùi Đình Thảo Thơ: Nguyễn Khoa Đăng)              | Loại    |
| 06                                 | Tôn Chí Long         | I Knew You Were Trouble (Taylor Swift, Max Martin, Shellback)                 | Loại    |
| Đội Hiền Thục                      |                      |                                                                               |         |
| 04                                 | Phạm Nguyễn Linh Lan | Rolling in the Deep (Adele, Paul Epworth)                                     | Thắng   |
| 02                                 | Cao Ngọc Thùy Anh    | Đi Học (Nhạc: Bùi Đình Thảo, Thơ: Minh Chính)                                 | Loại    |
| 01                                 | Nguyễn Lê Nguyên     | Chuông Gió (Võ Thiện Thanh)                                                   | Loại    |
| Đội Thanh Bùi                      |                      |                                                                               |         |
| 15                                 | Lương Thùy Mai       | We Are Never Ever Getting Back Together (Taylor Swift, Max Martin, Shellback) | Loại    |
| 13                                 | Vũ Song Vũ           | Khoảng Trời Của Bé (Nguyễn Duy Hùng)                                          | Thắng   |
| 11                                 | Bùi Duy Lan Hương    | Cảm Ơn Tình Yêu (Huy Tuấn)                                                    | Loại    |

### Liveshow 4 (24/08/2013)
3 thí sinh của mỗi đội (tổng cộng 9 thí sinh) vượt qua đêm liveshow 3 sẽ trình diễn ở liveshow 4 và trình diễn thêm một ca khúc nữa ở liveshow 5. Cuối đêm liveshow 5 sẽ công bố kết quả 1 người duy nhất trong 3 thành viên của mỗi đội lọt tiếp vào đêm thi chung kết năm nhờ tổng số phiếu bình chọn của khán giả và điểm thi của huấn luyện viên cộng lại (tổng số điểm huấn luyện viên cộng cho mỗi thí sinh phải bằng 100, ví dụ: 33 - 33 - 34, 40 - 30 - 30,...). Liveshow 4 là show không loại.
| Mã số thí sinh                     | Thí sinh             | Bài hát dự thi (Sáng tác)                                                   | Kết quả    |
| ---------------------------------- | -------------------- | --------------------------------------------------------------------------- | ---------- |
| Đội Hiền Thục                      |                      |                                                                             |            |
| 03                                 | Phương Mỹ Chi        | Áo Mới Cà Mau (Thanh Sơn)                                                   | Không loại |
| 04                                 | Phạm Nguyễn Linh Lan | Ngựa Ô Thương Nhớ (Trần Tiến) Vọng cổ buồn (Minh Vy)                        | Không loại |
| 05                                 | Nguyễn Cao Khánh     | Hãy Yên Lòng Mẹ Ơi (Nhạc: Lư Nhất Vũ, Thơ: Lê Giang)                        | Không loại |
| Đội Hồ Hoài Anh và Lưu Hương Giang |                      |                                                                             |            |
| 07                                 | Nguyễn Quang Anh     | Sắc Màu (Trần Tiến)                                                         | Không loại |
| 08                                 | Hồ Văn Phong         | Không Tên (Microwave)                                                       | Không loại |
| 10                                 | Võ Thị Thu Hà        | Lời Ru Cho Con (Nhạc: Xuân Phương, Thơ: Kiều Anh)                           | Không loại |
| Đội Thanh Bùi                      |                      |                                                                             |            |
| 12                                 | Trần Ngọc Duy        | Hồ Trên Núi (Phó Đức Phương)                                                | Không loại |
| 13                                 | Vũ Song Vũ           | Mẹ Yêu Con (Nguyễn Văn Tý)                                                  | Không loại |
| 14                                 | Huỳnh Hữu Đại        | Cò Lả (Dân ca đồng bằng Bắc Bộ) Marry You (B. Mars, P. Lawrence, A. Levine) | Không loại |

### Liveshow 5 (31/08/2013)
Tại đêm Liveshow 5, các thí sinh sẽ trình bày thêm 1 bài hát nữa. Kết quả được đánh giá qua 2 bài hát ở Liveshow 4 và Liveshow 5 được xác định bởi tổng điểm % khán giả bình chọn cộng với % điểm huấn luyện viên cho mỗi thí sinh, thí sinh có tổng điểm cao nhất mỗi đội sẽ đi thẳng vào chung kết năm, hai thí sinh còn lại phải dừng cuộc chơi ở vòng bán kết.
| Mã số bình chọn                    | Thí sinh             | Bài hát dự thi (Sáng tác)                                   | Điểm của huấn luyện viên cho (%) | Tỉ lệ bình chọn của khán giả (%) | Tổng điểm (%) | Kết quả           |
| ---------------------------------- | -------------------- | ----------------------------------------------------------- | -------------------------------- | -------------------------------- | ------------- | ----------------- |
| Đội Hiền Thục                      |                      |                                                             |                                  |                                  |               |                   |
| 03                                 | Phương Mỹ Chi        | Sa Mưa Giông (Bắc Sơn) Nhớ Mẹ Lý Mồ Côi (Trương Quang Tuấn) | 40%                              | 78,45%                           | 118,45%       | Vào chung kết năm |
| 04                                 | Phạm Nguyễn Linh Lan | Feeling Good (Anthony Newley, Leslie Bricusse)              | 30%                              | 3,88%                            | 33,88%        | Loại ở bán kết    |
| 05                                 | Nguyễn Cao Khánh     | Bay Lên Lá Cờ (Phương Uyên)                                 | 30%                              | 17,67%                           | 47,67%        | Loại ở bán kết    |
| Đội Hồ Hoài Anh và Lưu Hương Giang |                      |                                                             |                                  |                                  |               |                   |
| 07                                 | Nguyễn Quang Anh     | Thênh Thênh Oh Ơi (Nguyễn Cường)                            | 35%                              | 71,15%                           | 106,15%       | Vào chung kết năm |
| 08                                 | Hồ Văn Phong         | Lá Cờ (Tạ Quang Thắng)                                      | 30%                              | 12,84%                           | 42,84%        | Loại ở bán kết    |
| 10                                 | Võ Thị Thu Hà        | Trên Đỉnh Phù Vân (Phó Đức Phương)                          | 35%                              | 16,01%                           | 51,01%        | Loại ở bán kết    |
| Đội Thanh Bùi                      |                      |                                                             |                                  |                                  |               |                   |
| 12                                 | Trần Ngọc Duy        | My Kool Việt Nam (Thanh Bùi)                                | 40%                              | 52,72%                           | 92,72%        | Vào chung kết năm |
| 13                                 | Vũ Song Vũ           | We Are The World (Michael Jackson, Lionel Richie)           | 30%                              | 34,87%                           | 64,87%        | Loại ở bán kết    |
| 14                                 | Huỳnh Hữu Đại        | When You Believe (Stephen Schwartz)                         | 30%                              | 12,41%                           | 42,41%        | Loại ở bán kết    |

### Liveshow 6 (07/09/2013)
Mỗi đội có 1 thí sinh xuất sắc nhất trình diễn trong đêm chung kết năm với 3 phần thi: Hát đơn ca, hát song ca với Huấn luyện viên của mình, hát tốp ca với top 5 thí sinh cuối cùng của đội. Thí sinh chiến thắng là người nhận được bình chọn cao nhất từ phía khán giả và được vinh danh là Giọng hát Việt nhí mùa đầu tiên.
| Thí sinh         | Mã số bình chọn | Đội Huấn luyện viên            | Tiết mục                                    | Bài hát dự thi (Sáng tác) | Kết quả            |
| ---------------- | --------------- | ------------------------------ | ------------------------------------------- | --- | ------------------ |
| Nguyễn Quang Anh | 07              | Hồ Hoài Anh và Lưu Hương Giang | Đơn ca                                      | Đá Trông Chồng (Lê Minh Sơn) | Quán quân (43,37%) |
| Nguyễn Quang Anh | 07              | Hồ Hoài Anh và Lưu Hương Giang | Song ca với Huấn luyện viên                 | Quê Nhà (Trần Tiến) | Quán quân (43,37%) |
| Nguyễn Quang Anh | 07              | Hồ Hoài Anh và Lưu Hương Giang | Tốp ca với Top 5 của đội và Huấn luyện viên | Giữ Vững Niềm Tin (Hồ Hoài Anh) | Quán quân (43,37%) |
|                  |                 |                                |                                             | |                    |
| Phương Mỹ Chi    | 03              | Hiền Thục                      | Đơn ca                                      | Đêm Gành Hào Nghe Điệu Hoài Lang (Vũ Đức Sao Biển) | Á quân (41,11%)    |
| Phương Mỹ Chi    | 03              | Hiền Thục                      | Song ca với Huấn luyện viên                 | Giấc Mơ Ngày Xưa (Việt Anh) Ru Lại Câu Hò (Vũ Quốc Việt) Trên Bến Sông Buồn (Cao Nhật Minh)                                                                               | Á quân (41,11%)    |
| Phương Mỹ Chi    | 03              | Hiền Thục                      | Tốp ca với Top 5 của đội và Huấn luyện viên | Hát (Trọng Vũ) | Á quân (41,11%)    |
|                  |                 |                                |                                             | |                    |
| Trần Ngọc Duy    | 12              | Thanh Bùi                      | Đơn ca                                      | Dòng Máu Lạc Hồng (Lê Quang) | Á quân (15,51%)    |
| Trần Ngọc Duy    | 12              | Thanh Bùi                      | Song ca với Huấn luyện viên                 | Tìm Về Dấu Yêu (Thanh Bùi) Baby (Justin Bieber, Christopher "Tricky" Stewart, Terius "The-Dream" Nash, Christopher Bridges, Christina Milian) Đường Về Xa Xôi (Thanh Bùi) | Á quân (15,51%)    |
| Trần Ngọc Duy    | 12              | Thanh Bùi                      | Tốp ca với Top 5 của đội và Huấn luyện viên | Stand By Me (Ben E. King, Jerry Leiber, Mike Stoller) | Á quân (15,51%)    |

## Thứ tự bị loại
| – | Thí sinh giành chiến thắng chung cuộc                                               |
| – | Thí sinh vào chung kết (TOP 3)                                                      |
| – | Thí sinh đoạt giải đồng (TOP 9)                                                     |
| – | Thí sinh an toàn nhờ tổng số phiếu bình chọn của KG và điểm huấn luyện viên (50/50) |
| – | Thí sinh an toàn bởi sự lựa chọn của huấn luyện viên                                |
| – | Thí sinh an toàn bởi sự bình chọn của khán giả                                      |
| – | Thí sinh phải hát sing-off                                                          |
| – | Thí sinh bị loại                                                                    |

| ĐỘI HIỀN THỤC                     |                |                  |                  |                  |
| Phương Mỹ Chi                     | An Toàn        | An Toàn          | TOP 3            |                  |
| Nguyễn Cao Khánh                  | An Toàn        | Đồng             | Bị loại (Tuần 5) | Bị loại (Tuần 5) |
| Phạm Nguyễn Linh Lan              | Thắng Sing-off | Đồng             | Bị loại (Tuần 5) | Bị loại (Tuần 5) |
| Nguyễn Lê Nguyên                  | Sing-off       | Bị loại (Tuần 3) | Bị loại (Tuần 3) |                  |
| Cao Ngọc Thùy Anh                 | Sing-off       | Bị loại (Tuần 3) | Bị loại (Tuần 3) |                  |
| ĐỘI HỒ HOÀI ANH - LƯU HƯƠNG GIANG |                |                  |                  |                  |
| Nguyễn Quang Anh                  | An Toàn        | An Toàn          | Quán quân        |                  |
| Võ Thị Thu Hà                     | An Toàn        | Đồng             | Bị loại (Tuần 5) | Bị loại (Tuần 5) |
| Hồ Văn Phong                      | Thắng Sing-off | Đồng             | Bị loại (Tuần 5) | Bị loại (Tuần 5) |
| Tôn Chí Long                      | Sing-off       | Bị loại (Tuần 3) | Bị loại (Tuần 3) |                  |
| Nguyễn Khánh Hà                   | Sing-off       | Bị loại (Tuần 3) | Bị loại (Tuần 3) |                  |
| ĐỘI THANH BÙI                     |                |                  |                  |                  |
| Trần Ngọc Duy                     | An Toàn        | An Toàn          | TOP 3            |                  |
| Huỳnh Hữu Đại                     | An Toàn        | Đồng             | Bị loại (Tuần 5) | Bị loại (Tuần 5) |
| Vũ Song Vũ                        | Thắng Sing-off | Đồng             | Bị loại (Tuần 5) | Bị loại (Tuần 5) |
| Bùi Duy Lan Hương                 | Sing-off       | Bị loại (Tuần 3) | Bị loại (Tuần 3) |                  |
| Lương Thùy Mai                    | Sing-off       | Bị loại (Tuần 3) | Bị loại (Tuần 3) |                  |